# Alekséi Overchuk
Alekséi Logvinovich Overchuk (en ruso: Алексе́й Ло́гвинович Оверчу́к, en ucraniano: Олексій Логвинович Оверчук, romanizado: Oleksiy Lohvynovych Overchuk; Korostioshev, 9 de diciembre de 1964) es un político ruso que se desempeña como vice primer ministro de Rusia para la Integración Euroasiática, Cooperación con la CEI, los BRICS y el G20 y Eventos Internacionales, desde el 21 de enero de 2020.

## Biografía
Alekséi Overchuk nació el 9 de diciembre de 1964 en Korostioshev, en el óblast de Zhitómir, en lo que entonces era la RSS de Ucrania, uno de los estados constituyentes de la Unión Soviética. En 1986, se graduó en la Universidad Estatal de Agricultura de Moscú, especializándose en cibernética económica. En 1992 defendió su tesis doctoral sobre «Organización de la gestión de la agricultura cooperativa en la agricultura industrial» en la Universidad Estatal de Agricultura de Moscú, donde obtuvo un doctorado en Economía.
De 1994 a 1998 ocupó el puesto de subdirector del Departamento Internacional de la Administración Presidencial. Posteriormente trabajó como jefe del Departamento de Registro Estatal de Derechos Inmobiliarios en el Comité Estatal de Recursos Territoriales y Gestión de Tierras (Roskomzem).
Desde agosto de 2000 fue subdirector del Servicio Federal de Catastro de Tierras de Rusia (Roszemkadastr), que en 2004 se reorganizó en el Servicio Federal de Registro Estatal, Catastro y Cartografía (Rosreestr).
En 2007, se convirtió en subdirector de la Agencia Federal para la Gestión de Zonas Económicas Especiales bajo la dirección de Mijaíl Mishustin, coordinando el trabajo para atraer inversores. En marzo de 2011 fue nombrado subdirector del Servicio Fiscal Federal. Donde se encargaba de coordinar y supervisar las actividades del Departamento de Normas y Cooperación Internacional.
Desde el 21 de enero de 2020 ocupó el puesto de vice primer ministro de Rusia. En un principio, Overchuk debía supervisar los asuntos informáticos, pero estos se repartieron entre otros vice primeros ministros. Actualmente sus responsabilidades en el gobierno incluyen la integración euroasiática, la cooperación con organizaciones internacionales (CEI, BRICS, G20, etc.) y la planificación y organización de eventos internacionales con el primer ministro.
En diciembre de 2022 la Unión Europea lo incluyó en la lista de sancionados, en relación con la invasión rusa de Ucrania.

## Condecoraciones
- Medalla de la Orden al Mérito de la Patria de 1.er grado (12 de junio de 2017) - «por muchos años de impecable servicio público».
- Medalla de la Orden al Mérito de la Patria de 2.do grado (25 de octubre de 2014) - «por el éxito laboral logrado, muchos años de trabajo concienzudo y actividad social activa».
- Medalla por la Contribución al Desarrollo de la Unión Económica Euroasiática (9 de diciembre de 2022, Consejo Supremo de la Unión Económica Euroasiática)